# Guillaume Amfrye de Chaulieu
Guillaume Amfrye de Chaulieu, es decir, Guillaume Amfrye, abad de Chaulieu (Fontenay-en-Vexin, 1639 - París, 27 de junio de 1720), es un poeta francés. 
Se le considera un autor libertino y ligado al epicureísmo, con una literatura ligada al disfrute de los placeres mundanos.
- Datos: Q1553851